# Ruolo della 14ª Armata Sovietica nel conflitto di Transnistria
La 14ª Armata delle guardie fu un'unità dell'Armata Rossa, costituita nel 1956. Successivamente allo scioglimento dell'Unione Sovietica, l'unità passò nell'Esercito Russo con la stessa denominazione. Sotto questo comando ha operato nella guerra di Transnistria, contribuendo notevolmente a determinare l'esito delle operazioni che lasciarono quella regione de facto indipendente (o separata) dalla Moldavia.

## Origini
La 14ª Armata delle guardie fu costituita come unità indipendente circa nel 1956, traendo gli effettivi dal 10º Corpo fucilieri delle guardie "Budapest" che precedentemente era sotto il comando del Distretto militare di Odessa con quartier generale a Chișinău (Kišinëv).
Negli anni ottanta il comando fu spostato a Tiraspol, in quella che all'epoca era la Repubblica Socialista Sovietica di Moldavia. Nel 1991, dall'armata furono staccate quattro divisioni di fanteria motorizzata e altre unità minori. Nella zona della Transnistria, sulla riva sinistra del Nistro (Dnestr), rimasero solamente la 59ª Divisione motorizzata delle guardie e alcune unità minori, fra cui il 1162º Reggimento missili contraerei. Secondo fonti dell'esercito russo la maggior parte dei militari era originaria della Transnistria, con il 51% degli ufficiali ed il 79% dei richiamati.

## Operazioni nella guerra di Transnistria
Mentre la politica ufficiale della Federazione Russa all'inizio del conflitto armato allargato nel 1992 era di neutralità, molti soldati e ufficiali della 14ª Armata erano simpatizzanti per la Repubblica di Transnistria, ed avevano disertato partecipando al conflitto inquadrati nelle forze armate della repubblica, la Guardia Repubblicana. Gran parte del materiale bellico dell'armata era stato portato via senza opposizione e ceduto alle milizie armate transnistre.
Il comandante dell'armata, generale G. I. Yakovlev era chiaramente orientato a favore della autoproclamata Repubblica transnistra. Partecipò alla creazione di raggruppamenti armati, prestò servizio nel Soviet supremo della Transnistria e, il 3 dicembre 1991, accettò la posizione di primo presidente nel dipartimento della difesa: in conseguenza di ciò il comandante supremo delle forze armate della Comunità degli Stati Indipendenti, Yevgeny Shaposhnikov, lo sollevò dal grado e dall'incarico nelle forze russe.. Il successore di Yakovlev, generale Yuriy Netkachev aveva assunto una posizione più neutrale nel conflitto, tuttavia i suoi tentativi di mediazione fra Chișinău e Tiraspol furono privi di risultati.
Il 23 marzo 1992 Shaposhnikov firmò un decreto che autorizzava il trasferimento, alla Repubblica di Moldavia, di equipaggiamenti militari delle unità della 14ª Armata delle guardie stanziate sulla riva destra del Nistro (Dnepr). Questo equipaggiamento militare costituì la maggior parte del materiale utilizzato dalla Repubblica di Moldavia nella successiva guerra di Transnistria. Un secondo decreto, emesso il 1º aprile da Boris Yeltsin, trasferì il personale della 14ª Armata delle guardie, sulla riva sinistra, compreso l'equipaggiamento militare, incluso un grande magazzino di armamenti a Cobasna, sotto giurisdizione russa.
Nel giugno 1992 la situazione si evolse in un confronto militare. Con la quasi completa disgregazione dell'armata nei duri combattimenti entro e attorno alla città di Tighina, nella scia di un'offensiva coordinata delle forze Moldave, il maggior generale Alexander Lebed arrivò al quartier generale della 14ª Armata il 23 giugno con ordini tassativi di fermare il conflitto in corso con qualsiasi mezzo, ispezionare l'armata, prevenire il furto di armamenti dai suoi depositi e rendere sicura l'evacuazione senza intralci di armamenti e personale dell'armata dal territorio moldavo attraverso l'Ucraina. Dopo aver fatto una rapida valutazione sul campo, assunse il comando dell'armata, sollevando Netkachev, e ordinò alle sue truppe di entrare direttamente nel conflitto. Il 3 luglio, alle 03.00, un massiccio tiro dell'artiglieria delle unità della 14ª Armata, posizionate sulla riva sinistra del Dniester, cancellò le forze moldave concentrate nella foresta di Gerbovetskii, presso Tighina, ponendo in tal modo termine alla fase militare del conflitto. Secondo una fonte moldava, il tiro di artiglieria uccise 112 soldati moldavi.

## Dopoguerra
Dalla fine del conflitto fu spostata nella regione un'altra unità russa, quale parte della Commissione di controllo congiunta, la trilaterale forza di pace congiunta russo-moldava-transnistria. La stessa 14ª Armata delle guardie, nell'aprile 1995, fu riorganizzata come Gruppo operativo delle forze russe in Moldavia, il cui comando passò dal distretto militare di Odessa a quello di Mosca, ricevendo l'incarico di vigilare sui depositi di armi a Cobasna. Essa contava ora circa 12000 uomini  e, secondo il Kommersant-Vlast nel 2005, consisteva dell'8ª Brigata fanteria motorizzata delle guardie, del 1162º Reggimento Contraerei Missili, del 15º Reggimento genio trasmissioni e di altre unità di supporto.

## Situazione attuale
Dal settembre 2006, il Gruppo operativo è sotto il comando del maggior generale russo Boris Sergeyev e comprende 1200 uomini ed è in servizio per la Commissione di Controllo Congiunta.
Il 18 novembre 2008 l'Assemblea generale della NATO ha adottato una risoluzione in cui esortava la Russia a "rispettare gli impegni assunti nel summit dell'OSCE del 1999 a Istanbul, e di ritirare in tempi brevissimi la sua illegittima presenza militare dalla regione moldava della Transnistria".
A tutt'oggi questo impegno, ed il conseguente ritiro dei reparti russi, è stato disatteso. In compenso, durante la invasione russa dell'Ucraina del febbraio 2022 si è registrata un'«offensiva partita a ovest dalla Transnistria, autoproclamata repubblica non riconosciuta dall'Onu, ma sostenuta dalla Russia all'interno della Moldavia. La contraerea ucraina ha abbattuto nel cielo del villaggio di Artsiz, 160 chilometri da Odessa, un missile partito dalle basi di Tiraspol».